# Lenn E. Goodman
Lenn Evan Goodman (* 21. März 1944) ist ein Philosoph und Philosophiehistoriker mit Forschungsschwerpunkten in der islamischen und jüdischen Philosophie, Metaphysik und Ethik. Goodman lehrt seit 1994 an der Vanderbilt University.

## Leben
Goodman erwarb 1965 seinen B.A. in Harvard in Philosophie und nahöstlichen Sprachen und Literaturen, hatte dann ein Stipendium am Phi Beta Kappa College in Harvard und ein NDEA Fellowship / Woodrow Wilson Fellowship. Von 1965 bis 1968 war er als Marshall Scholar am Corpus Christi College der Oxford University, wo er 1968 promovierte, und zwar bei Richard Walzer, S. Stern, und A. Hourani zum Thema The Philosophical Achievement of al-Ghazali. Anschließend lehrte er als Visiting Assistent Professor Philosophie und nahöstliche Sprachen und Literaturen am UCLA, dann 1969–74 als Assistant Professor und 1974–81 als Associate Professor Philosophie, 1993–94 als Fellow der Arts and Humanities Faculty an der University of Hawaii. Nach verschiedenen Forschungsstipendien und -aufenthalten lehrt Goodman seit 1994- als Andrew W. Mellon Professor Philosophie an der Vanderbilt University.
Goodmans erste Frau, Madeleine Joyce Goodman, war eine Genetikerin und akademische Vizepräsident der University of Hawaii und die erste Dekanin der Arts and Science Fakultät der Vanderbilt University. Lenn Evan und Madeleine Joyce haben zwei Töchter, Allegra Goodman, eine Schriftstellerin und Paula Fraenkel, die in der Onkologie arbeitet. Madeleine Joyce starb 1996. Goodman ist verheiratet mit Roberta Walter Goodman, einer Expertin im Gesdungheits- und Finanzwesen.
Goodmans Werk wurde mehrfach durch Preise ausgezeichnet, u. a. durch den Baumgardt Memorial Award der American Philosophical Association und den Gratz Centennial Prize. Goodman war Mitherausgeber von Philosophy East and West, Medieval Philosophy and Theology, Asian Philosophy und dem History of Philosophy Quarterly.

## Werke (Auswahl)
- Übers.: Ibn Tufayl: Hayy Ibn Yaqzan (Twayne, 1976).
- Übers.: Maimonides: The Philosophical Writings of Maimonides (Viking, 1976)
- Übers.: The Case of the Animals Before the King of the Jinn (Twayne, 1978)
- Übers.: Saadia Gaon: Saadiah's Book of Theodicy (Yale University Press, 1988)

- On Justice (Yale University Press, 1991),
- (Hg.): Neoplatonism and Jewish Thought, SUNY Press 1992.
- Avicenna, Routledge 1992, 2. A. 2005
- God of Abraham (Oxford University Press, 1996)
- Judaism, Human Rights and Human Values (Oxford University Press, 1998)
- Jewish and Islamic Philosophy: Crosspollinations in the Classic Age (Edinburgh University Press and Rutgers University Press, 1999)
- In Defense of Truth: A Pluralistic Approach (Humanity Press, 2001)
- (Hg. mit Heidi Ravven): Jewish Themes in Spinoza's Philosophy, SUNY Press 2002
- Islamic Humanism (Oxford University Press, 2003).
- (Hg. mit Robert Talisse): Aristotle's Politics Today, SUNY Press 2007
- Love Thy Neighbor as Thyself (Oxford University Press, 2008)
- (Hg. mit Idit Dobbs-Weinstein und James A. Grady): Maimonides and His Heritage, SUNY Press 2009
- (in Vorb.) Humanism in Islam, Oxford University Press 2009
- (in Vorb.) God and Evolution, Routledge Publishing 2009.